# Igor Vlagyimirovics Gyenyiszov
Igor Vlagyimirovics Gyenyiszov (oroszul: Игорь Владимирович Денисов; Leningrád, Szovjetunió, 1984. május 17. –) orosz labdarúgó, aki jelenleg a Lokomotyiv Moszkvában játszik középpályásként. Az orosz válogatott tagjaként ott volt a 2012-es Európa-bajnokságon.

## Pályafutása

### Zenyit Szankt-Petyerburg
Gyenyiszov a Zenyit Szankt-Petyerburgban kezdte profi pályafutását 2001-ben. Tagja volt annak a csapatnak, mely 2-0-ra legyőzte a Rangerst a 2008-as UEFA-kupa-döntőben. Ő szerezte az első gólt a mérkőzésen. Az UEFA-szuperkupát is megnyerte csapatával a Manchester United ellen.

## Válogatott
Gyenyiszov 2008. október 11-én, egy Németország elleni vb-selejtezőn mutatkozott be az orosz válogatottban. A csapat tagjaként ott volt a 2012-es Európa-bajnokságon.

## Sikerei, díjai

### Zenyit Szankt-Petyerburg
- Orosz bajnok: 2007, 2010, 2011/12
- Orosz szuperkupagyőztes: 2008, 2011
- Orosz kupagyőztes: 2010, 2016–7
- UEFA-kupa-győztes: 2008
- UEFA-szuperkupa-győztes: 2008

## Fordítás
- Ez a szócikk részben vagy egészben  az   Igor Denisov című angol Wikipédia-szócikk fordításán alapul.  Az eredeti cikk szerkesztőit annak laptörténete sorolja fel. Ez a jelzés csupán a megfogalmazás eredetét és a szerzői jogokat jelzi, nem szolgál a cikkben szereplő információk forrásmegjelöléseként.

## Külső hivatkozások
- Adatlapja a Zenyit honlapján